# Saint-Crespin
Saint-Crespin település Franciaországban, Seine-Maritime megyében. Lakosainak száma 316 fő (2022. január 1.). Saint-Crespin Les Cent-Acres, Criquetot-sur-Longueville, Gonneville-sur-Scie, Longueville-sur-Scie, Notre-Dame-du-Parc és Sainte-Foy községekkel határos.

## Népesség
A település népessége az elmúlt években az alábbi módon változott:
| Lakosok száma | 289  | 289  | 295  | 295  | 302  | 308  | 313  | 316  | 316  |
|               | 2013 | 2015 | 2016 | 2017 | 2018 | 2019 | 2020 | 2021 | 2022 |